# Jean-Marie-Michel Blois
Jean-Marie-Michel Blois (Machecoul, 18 settembre 1881 – Shenyang, 18 maggio 1946) è stato un missionario e arcivescovo cattolico francese.

## Biografia
Si formò presso il seminario maggiore della Società per le missioni estere di Parigi e, ordinato prete nel 1905, fu inviato come missionario nella Manciuria meridionale. La missione era stata recentemente devastata nella rivolta dei Boxer.
Fu richiamato in patria nel 1919 per dirigere il seminario per le missioni estere di Parigi.
Nominato vicario apostolico nel 1921, fu consacrato vescovo nel 1922.
Sotto il suo governo quella parte della Cina, già devastata dalla guerra civile, fu invasa dai giapponesi che vi crearono lo stato fantoccio del Manciukuò.
Fece giungere dalla Francia le Suore del Bambino Gesù e, con l'aiuto delle Suore della Provvidenza, fondò la congregazione indigena delle suore del Sacro Cuore di Maria. Nel 1925 giunsero nel vicariato i missionari della Società per le missioni estere della provincia di Québec e quelli della Società per le missioni estere degli Stati Uniti d'America.
Nel 1946 il vicariato della Manciuria meridionale fu elevato ad arcidiocesi metropolitana e Blois fu trasferito alla sede residenziale di Shenyang. Morì pochi mesi dopo.

## Genealogia episcopale
La genealogia episcopale è:
- Cardinale Scipione Rebiba
- Cardinale Giulio Antonio Santori
- Cardinale Girolamo Bernerio, O.P.
- Arcivescovo Galeazzo Sanvitale
- Cardinale Ludovico Ludovisi
- Cardinale Luigi Caetani
- Cardinale Ulderico Carpegna
- Cardinale Paluzzo Paluzzi Altieri degli Albertoni
- Papa Benedetto XIII
- Papa Benedetto XIV
- Papa Clemente XIII
- Cardinale Marcantonio Colonna
- Cardinale Giacinto Sigismondo Gerdil, B.
- Cardinale Giulio Maria della Somaglia
- Cardinale Carlo Odescalchi, S.I.
- Vescovo Eugène-Charles-Joseph de Mazenod, O.M.I.
- Cardinale Joseph Hippolyte Guibert, O.M.I.
- Cardinale François-Marie-Benjamin Richard de la Vergne
- Arcivescovo Gustave Mutel, M.E.P.
- Vescovo Florian Demange, M.E.P.
- Arcivescovo Jean-Marie-Michel Blois, M.E.P.